# A magyar labdarúgó-válogatott mérkőzései 2021-ben
Ez a magyar labdarúgó-válogatott 2021-es mérkőzéseiről szóló cikk. Az UEFA egy évvel elhalasztotta a 2020-as Európa-bajnokságot a Covid19-pandémia miatt, ezért az Európa-bajnoki mérkőzésekre 2021-ben került sor. A válogatott emellett 10 világbajnoki selejtezőt játszott az I csoportban. A válogatott a csoportban a negyedik helyen végzett és nem jutott ki a világbajnokságra.

## Eredmények
Győzelem
      Döntetlen
      Vereség
Az időpontok magyar idő szerint, zárójelben helyi idő szerint értendők.
952. mérkőzés – 2022-es labdarúgó-világbajnokság-selejtező
| 2021. március 25. 20:45 |

| Magyarország                                                                         | 3–3                         | Lengyelország                                                    |
| ------------------------------------------------------------------------------------ | --------------------------- | ---------------------------------------------------------------- |
| Sallai 6' Szalai Á. 53' Orbán 78' Fiola 8′, 90+4′ Lang 73' Nagy Á. 80' Szalai A. 87' | (1–0) Jegyzőkönyv Részletek | Piatek 60' Jozwiak 61' Lewandowski 83' Helik 34' Bereszynski 49' |

| Puskás Aréna, Budapest Nézőszám: zárt kapuk Játékvezető: Felix Brych (német) |

953. mérkőzés – 2022-es labdarúgó-világbajnokság-selejtező
| 2021. március 28. 20:45 |

| San Marino                                      | 0–3                         | Magyarország                                                                    |
| ----------------------------------------------- | --------------------------- | ------------------------------------------------------------------------------- |
| Rossi 19' Fabbri 20' Lunadei 36' Battistini 58' | (0–1) Jegyzőkönyv Részletek | Szalai Á. 13' (11-esből) Sallai 71' Nikolics 88' (11-esből) Cseri 30' Botka 76' |

| San Marino Stadion, Serravalle Nézőszám: zárt kapuk Játékvezető: Nicholas Walsh (skót) |

954. mérkőzés – 2022-es labdarúgó-világbajnokság-selejtező
| 2021. március 31. 20:45 |

| Andorra                                                                 | 1–4                         | Magyarország                                                         |
| ----------------------------------------------------------------------- | --------------------------- | -------------------------------------------------------------------- |
| Pujol 90+3' (11-esből) San Nicolás 15' Alavedra 36' Vales 73' Pujol 83' | (0–1) Jegyzőkönyv Részletek | Fiola 45+2' Gazdag 51' Kleinheisler 58' Négo 90' Nagy 34' Hangya 88' |

| Estadio Nacional, Andorra la Vella Nézőszám: 300 Játékvezető: Vilhjalmur Thorarinsson (izlandi) |

955. mérkőzés – barátságos
| 2021. június 4. 20:00 |

| Magyarország             | 1–0                         | Ciprus                   |
| ------------------------ | --------------------------- | ------------------------ |
| Schäfer A. 36' Sigér 65' | (1–0) Jegyzőkönyv Részletek | Pszaltisz 58' Joannu 77' |

| Szusza Ferenc Stadion, Budapest Nézőszám: 10 000 Játékvezető: Matej Jug (szlovén) |

956. mérkőzés – barátságos
| 2021. június 8. 20:00 |

| Magyarország  | 0–0                         | Írország |
| ------------- | --------------------------- | -------- |
| Szalai A. 72' | (0–0) Jegyzőkönyv Részletek |          |

| Szusza Ferenc Stadion, Budapest Nézőszám: 9 000 Játékvezető: Daniel Stefański (lengyel) |

957. mérkőzés – 2020-as labdarúgó-Európa-bajnokság
| 2021. június 15. 18:00 |

| Magyarország       | 0–3                         | Portugália                                          |
| ------------------ | --------------------------- | --------------------------------------------------- |
| Nego 80' Orbán 86' | (0–0) Jegyzőkönyv Részletek | Guerreiro 84' Ronaldo 87' (11-esből) 90+2' Dias 38' |

| Puskás Aréna, Budapest Nézőszám: 55 662 Játékvezető: Cüneyt Çakır (török) |

958. mérkőzés – 2020-as labdarúgó-Európa-bajnokság
| 2021. június 19. 15:00 |

| Magyarország          | 1–1                         | Franciaország            |
| --------------------- | --------------------------- | ------------------------ |
| Fiola 45+2' Botka 52' | (1–0) Jegyzőkönyv Részletek | Griezmann 66' Pavard 10' |

| Puskás Aréna, Budapest Nézőszám: 55 998 Játékvezető: Michael Oliver (angol) |

959. mérkőzés – 2020-as labdarúgó-Európa-bajnokság
| 2021. június 23. 21:00 |

| Németország                                    | 2–2                         | Magyarország                                                  |
| ---------------------------------------------- | --------------------------- | ------------------------------------------------------------- |
| Havertz 66' Goretzka 84' Gündoğan 29' Sané 61' | (0–1) Jegyzőkönyv Részletek | Szalai Ád. 11' Schäfer 68' Botka 28' Szalai Ád. 64' Fiola 66' |

| Allianz Arena, München Nézőszám: 12 413 Játékvezető: Szergej Karaszjov (orosz) |

960. mérkőzés – 2022-es labdarúgó-világbajnokság-selejtező
| 2021. szeptember 2. 20:45 |

| Magyarország                   | 0–4                         | Anglia                                                           |
| ------------------------------ | --------------------------- | ---------------------------------------------------------------- |
| Bolla 35' Orbán 58' Gazdag 89' | (0–0) Jegyzőkönyv Részletek | Sterling 55' Kane 63' Maguire 69' Rice 87' Rice 54' Sterling 56' |

| Puskás Aréna, Budapest Nézőszám: 60 000 Játékvezető: Cüneyt Çakır (török) |

961. mérkőzés – 2022-es labdarúgó-világbajnokság-selejtező
| 2021. szeptember 5. 18:00 |

| Albánia                                        | 1–0                         | Magyarország |
| ---------------------------------------------- | --------------------------- | ------------ |
| Broja 87' Gjasula 78' Çekiçi 90+2' Broja 90+2' | (0–0) Jegyzőkönyv Részletek | Orbán 80'    |

| Elbasan Aréna, Elbasan Nézőszám: 4 500 Játékvezető: Danny Makkelie (holland) |

962. mérkőzés – 2022-es labdarúgó-világbajnokság-selejtező
| 2021. szeptember 8. 20:45 |

| Magyarország                                                           | 2–1                         | Andorra                                                          |
| ---------------------------------------------------------------------- | --------------------------- | ---------------------------------------------------------------- |
| Szalai Á. 9' (11-esből) Botka 18' Sallai 12' Szalai Á. 89' Tamás 90+3' | (2–0) Jegyzőkönyv Részletek | Llovera 82' García 9' M. Vieira 38' San Nicolás 63' Alavedra 87' |

| Puskás Aréna, Budapest Nézőszám: 46 370 Játékvezető: Rade Obrenović (szlovén) |

963. mérkőzés – 2022-es labdarúgó-világbajnokság-selejtező
| 2021. október 9. 20:45 |

| Magyarország                 | 0–1                         | Albánia                                                  |
| ---------------------------- | --------------------------- | -------------------------------------------------------- |
| Botka 45+2' Kleinheisler 89' | (0–0) Jegyzőkönyv Részletek | Broja 80' Çekiçi 45+1' Gjasula 61' Veseli 69' Trashi 73' |

| Puskás Aréna, Budapest Nézőszám: 50 Játékvezető: Carlos del Cerro Grande (spanyol) |

964. mérkőzés – 2022-es labdarúgó-világbajnokság-selejtező
| 2021. október 12. 20:45 (19:45 UTC+1) |

| Anglia              | 1–1                         | Magyarország                         |
| ------------------- | --------------------------- | ------------------------------------ |
| Stones 37' Shaw 23' | (1–1) Jegyzőkönyv Részletek | Sallai 24' (11-esből) Szoboszlai 90' |

| Wembley Stadion, London Nézőszám: 69 380 Játékvezető: Alejandro Hernández (spanyol) |

965. mérkőzés – 2022-es labdarúgó-világbajnokság-selejtező
| 2021. november 12. 20:45 |

| Magyarország                            | 4–0                         | San Marino    |
| --------------------------------------- | --------------------------- | ------------- |
| Szoboszlai 6' 83' Gazdag 22' Vécsei 88' | (2–0) Jegyzőkönyv Részletek | Zonzini 90+2' |

| Puskás Aréna, Budapest Nézőszám: 11 000 Játékvezető: Filip Glova (szlovák) |

966. mérkőzés – 2022-es labdarúgó-világbajnokság-selejtező
| 2021. november 15. 20:45 |

| Lengyelország                                               | 1–2                         | Magyarország                                                             |
| ----------------------------------------------------------- | --------------------------- | ------------------------------------------------------------------------ |
| Świderski 61' Klich 41' Cash 45+2' Puchacz 58' Kędziora 67' | (0–1) Jegyzőkönyv Részletek | Schäfer A. 37' Gazdag 80' Nagy Zs. 6' Schön 43' Szalai A. 64' Gazdag 74' |

| Nemzeti Stadion, Varsó Nézőszám: 56 197 Játékvezető: Tiago Martins (portugál) |

## Statisztikák

### Gólok és figyelmeztetések
A magyar válogatott játékosainak góljai és figyelmeztetései a 2021-es évben.
Csak azt a játékost tüntettük fel a táblázatban, aki legalább egy figyelmeztetést kapott vagy gólt szerzett.
A játékosok vezetéknevének abc-sorrendjében.
| Mérkőzés     | Mérkőzés | Mérkőzés | Mérkőzés | Mérkőzés | Mérkőzés | HUN–POL                              | SMR–HUN     | AND–HUN     | HUN–CYP     | HUN–IRL     | HUN–POR     | HUN–FRA     | GER–HUN         | HUN–ENG     | ALB–HUN     | HUN–AND         | HUN–ALB     | ENG–HUN     | HUN–SMR     | POL–HUN         |
| Mérkőzés     | Mérkőzés | Mérkőzés | Mérkőzés | Mérkőzés | Mérkőzés | vb. sel.                             | vb. sel.    | vb. sel.    | barátságos  | barátságos  | Eb.         | Eb.         | Eb.             | vb. sel.    | vb. sel.    | vb. sel.        | vb. sel.    | vb. sel.    | vb. sel.    | vb. sel.        |
| Játékos      | Gól      |          |          |          | KM       | 2021.03.25.                          | 2021.03.28. | 2021.03.31. | 2021.06.04. | 2021.06.08. | 2021.06.15. | 2021.06.19. | 2021.06.23.     | 2021.09.02. | 2021.09.05. | 2021.09.08.     | 2021.10.09. | 2021.10.12. | 2021.11.12. | 2021.11.15.     |
| ------------ | -------- | -------- | -------- | -------- | -------- | ------------------------------------ | ----------- | ----------- | ----------- | ----------- | ----------- | ----------- | --------------- | ----------- | ----------- | --------------- | ----------- | ----------- | ----------- | --------------- |
| Bolla        | 0        | 1        | 0        | 0        | 0        |                                      |             |             |             |             |             |             |                 | Sárga lap   |             |                 |             |             |             |                 |
| Botka        | 1        | 4        | 0        | 0        | 1        |                                      | Sárga lap   |             |             |             |             | Sárga lap   | Sárga lap       |             |             | Gól             | Sárga lap   | X           |             |                 |
| Cseri        | 0        | 1        | 0        | 0        | 0        |                                      | Sárga lap   |             |             |             |             |             |                 |             |             |                 |             |             |             |                 |
| Fiola        | 2        | 1        | 1        | 0        | 1        | sárga lap · 2. sárga lap · kiállítva | X           | Gól         |             |             |             | Gól         | Sárga lap       |             |             |                 |             |             |             |                 |
| Gazdag       | 3        | 2        | 0        | 0        | 0        |                                      |             | Gól         |             |             |             |             |                 | Sárga lap   |             |                 |             |             | Gól         | Gól · Sárga lap |
| Hangya       | 0        | 1        | 0        | 0        | 0        |                                      |             | Sárga lap   |             |             |             |             |                 |             |             |                 |             |             |             |                 |
| Kleinheisler | 1        | 1        | 0        | 0        | 0        |                                      |             | Gól         |             |             |             |             |                 |             |             |                 | Sárga lap   |             |             |                 |
| Lang         | 0        | 1        | 0        | 0        | 0        | Sárga lap                            |             |             |             |             |             |             |                 |             |             |                 |             |             |             |                 |
| Nagy Á.      | 0        | 2        | 0        | 0        | 1        | Sárga lap                            |             | Sárga lap   |             |             |             |             |                 | X           |             |                 |             |             |             |                 |
| Nagy Zs.     | 0        | 1        | 0        | 0        | 0        |                                      |             |             |             |             |             |             |                 |             |             |                 |             |             |             | Sárga lap       |
| Nego         | 1        | 1        | 0        | 0        | 0        |                                      |             | Gól         |             |             | Sárga lap   |             |                 |             |             |                 |             |             |             |                 |
| Nikolics     | 1        | 0        | 0        | 0        | 0        |                                      | gól         |             |             |             |             |             |                 |             |             |                 |             |             |             |                 |
| Orbán        | 1        | 3        | 0        | 0        | 1        | Gól                                  |             |             |             |             | Sárga lap   |             |                 | Sárga lap   | Sárga lap   | X               |             |             |             |                 |
| Sallai       | 3        | 1        | 0        | 0        | 0        | Gól                                  | Gól         |             |             |             |             |             |                 |             |             | Sárga lap       |             | gól         |             |                 |
| Schäfer      | 3        | 0        | 0        | 0        | 0        |                                      |             |             | Gól         |             |             |             | Gól             |             |             |                 |             |             |             | Gól             |
| Schön        | 0        | 1        | 0        | 0        | 0        |                                      |             |             |             |             |             |             |                 |             |             |                 |             |             |             | Sárga lap       |
| Sigér        | 0        | 1        | 0        | 0        | 0        |                                      |             |             | Sárga lap   |             |             |             |                 |             |             |                 |             |             |             |                 |
| Szalai       | 4        | 5        | 0        | 0        | 0        | Gól · Sárga lap                      | gól         |             |             | Sárga lap   |             |             | Gól · Sárga lap |             |             | gól · Sárga lap |             |             |             | Sárga lap       |
| Szoboszlai   | 2        | 1        | 0        | 0        | 0        |                                      |             |             |             |             |             |             |                 |             |             |                 |             | Sárga lap   | Gól · Gól   |                 |
| Tamás        | 0        | 1        | 0        | 0        | 0        |                                      |             |             |             |             |             |             |                 |             |             | Sárga lap       |             |             |             |                 |
| Vécsei       | 1        | 0        | 0        | 0        | 0        |                                      |             |             |             |             |             |             |                 |             |             |                 |             |             | Gól         |                 |
| öngól        | 0        | 0        | 0        | 0        | 0        |                                      |             |             |             |             |             |             |                 |             |             |                 |             |             |             |                 |
| Összesen     | 23       | 28       | 1        | 0        | 4        |                                      |             |             |             |             |             |             |                 |             |             |                 |             |             |             |                 |

Jelmagyarázat:  = szerzett gól;  = büntetőből szerzett gól;  = sárga lapos figyelmeztetés;  = egy mérkőzésen 2 sárga lap utáni azonnali kiállítás;  = piros lapos figyelmeztetés, azonnali kiállítás; X = eltiltás; KM = eltiltás miatt kihagyott mérkőzések száma
| Előző év: 2020 | A magyar labdarúgó-válogatott mérkőzései 2021 | Következő év: 2022 |